# Jan V. Ratibořský
Jan V. Ratibořský (asi 1446 – 14. května 1493) byl synem Václava IV. Ratibořského a Markéty z Szamotuly, knížetem ratibořským v letech 1456–1493, v letech 1473–1479 pánem v Pštíně a od roku 1483 ve Wodzisławi.
Podobně jako jeho příbuzní z krnovské linie Přemyslovců – Jan IV. Krnovský a Václav V. z Rybnika a Pštíny – stál Jan na straně krále Jiřího z Poděbrad, když ho v roce 1469 napadl Matyáš Korvín. O dva roky později podpořil Vladislava Jagellonského v době jeho výpravy z Krakova do Prahy. V době útoku Matyáše Korvína na Slezsko rezignoval na odpor a poddal se uherskému králi, čímž si zajistil nejen podržení statků, ale připojil Pštínu, která byla do té doby v rukou Václava V., který zůstal věren Vladislavu Jagellonskému. Zisk majetku se ale neukázal jako trvalý: už v roce 1479 přenechal Pštínu jistému uherskému šlechtici. Ztrátu Pštíny si vynahradil roku 1483, když zdědil Wodzisław Śląski po Janovi IV. z Krnova
Jan V. byl od roku 1478 ženatý s Magdalénou, dcerou opolského knížete Mikuláše I. Dočkal se od ní tří synů – Mikuláše VII., Jana VI. a Valentina a dcery Magdalény zesnulé ještě v dětství.
Jan Ratibořský zemřel roku 1493 a je pochovaný společně s manželkou v dominikánském klášteře ve slezské Ratiboři.